# Francisco Fernández de la Cueva y de la Cueva
Francisco Fernández de la Cueva y de la Cueva (Cuéllar, Castella, 1575 – Madrid, 1637), Setè duc d'Alburquerque, marquès de Cuéllar i comte de Ledesma i Huelma. Lloctinent de Catalunya (1616-1619), ambaixador d'Espanya a Roma, virrei de Sicília (1627-1632) i president del Consell d'Aragó (1632-1637).
Durant el mandat de l'anterior virrei havia crescut a Catalunya el fenomen del bandolerisme i, en ser nomenat lloctinent el març de 1616, es va presentar a Catalunya amb dues companyies de cavalleria per imposar l'ordre. Aquest fet va aixecar protestes de les institucions i del poder com la de l'arquebisbe de Tarragona, Joan de Montcada que va manifestar "que hi hagi forces estrangeres és inaudit a Catalunya i va en contra de la reputació dels catalans". Des de Madrid es tenia el convenciment que el bandolerisme i la dificultat per a erradicar-ho, eren el resultat de l'aplicació que la Generalitat feia de les constitucions catalanes, i el duc d'Alburquerque estava disposat a acabar amb ell ni que fos a costa de la conculcació de drets.
Amb aquest objectius, va organitzar sometents generals i, a més d'aplicar una "justícia ràpida" penjant als bandolers que capturava, va implantar la pràctica de destruir les cases i possessions d'aquests i de les seves famílies, aconseguint acabar ràpidament amb bandolers com en Trucafort o en Tallaferro. Aquesta expeditiva política va fer que la Generalitat s'enfrontés amb ell i el denunciés al rei, mentre que les autoritats locals ho veien amb bons ulls, ja que acabava amb el clima d'inseguretat regnant.